# セルビア王国 (近代)

セルビア王国
Краљевина Србија (セルビア語)

国歌: Боже правде（セルビア語）
正義の神
セルビア王国（1914年）

セルビア王国（セルビアおうこく）は、1882年から1918年にかけてバルカン半島に存在した国家である。1817年成立のセルビア公国を前身としている。第一次世界大戦によるオーストリア＝ハンガリー帝国の崩壊後、1918年成立のセルビア人・クロアチア人・スロベニア人王国に発展する形で消滅した。首都はベオグラード。

## 歴史

### 完全独立と王制への移行
露土戦争に参戦して戦勝国となったことで、ベルリン条約の結果セルビアはオスマン帝国の宗主権から独立した。
ベルリン会議でセルビアに隣接するボスニアとヘルツェゴビナがオーストリア＝ハンガリー帝国の占領下に置かれたにもかかわらず、会議におけるロシアの非協力もあって、セルビアはオーストリア＝ハンガリー帝国に接近していった。1882年には、オーストリア＝ハンガリーの承認のもとで王政に移行し「セルビア王国」となった。1885年には東ルメリ自治州の併合問題を巡ってブルガリアと開戦したが、これに敗れて翌年ブカレスト条約を結んだ。
1903年6月11日、陸軍士官らにより王宮でセルビア国王のアレクサンダル1世が王妃のドラガ・マシンとともに銃撃され、夫妻はまだ息があったにもかかわらず宮殿2階の窓から投げ落とされ殺害された、という5月クーデターが起こった。これによって王位がオブレノヴィッチ家からカラジョルジェヴィッチ家のペータル1世に移ると、オーストリアを重視する政策を改め、周辺国やロシアとの友好を重視する政策に転換した。この結果、1906年には「豚戦争」と呼ばれるオーストリア＝ハンガリー帝国との関税戦争が起こり、両国関係は悪化の一途をたどることになった。
1908年、テッサロニキで青年トルコ革命が勃発すると、オーストリア＝ハンガリー帝国は1878年以来実効統治していたボスニア・ヘルツェゴビナを完全併合した。このことはセルビアとオーストリアの関係を一挙に悪化させ、サラエヴォ事件の遠因となった。
1912年にオスマン帝国がイタリア王国との戦争に敗れてリビアを奪われると、ブルガリア・セルビア・モンテネグロ・ギリシャはこれに乗じてバルカン同盟を結成し、オスマン帝国に宣戦した（第1次バルカン戦争）。この戦争はバルカン同盟が勝利し、戦後ロンドン条約でマケドニアを獲得し、モンテネグロ以外の三国がこれを分割した。ところが、マケドニアの分配をめぐって三国の思惑が紛糾し、セルビア・モンテネグロ・ギリシャとルーマニア・オスマン帝国がブルガリアに宣戦した（第2次バルカン戦争）。敗北したブルガリアは、同盟国に接近していった。
1914年6月28日、オーストリア＝ハンガリー帝国のフランツ・フェルディナント大公が、ボスニアの首都サラエヴォを行進中に「黒い手」（黒手組）の大セルビア主義者ガヴリロ・プリンツィプに暗殺されるサラエヴォ事件が起こった。そして1ヶ月後の7月28日、オーストリアがセルビアに宣戦したことで第一次世界大戦が勃発した。セルビアは同盟国に徹底的敗北を喫して一時は滅亡の危機に追い込まれるが、1917年にアメリカ合衆国が連合国側に参戦したことで、最終的には戦勝国となった。
1918年、敗戦により解体したオーストリア＝ハンガリー帝国から分離（正式には1919年のサン＝ジェルマン条約により確定）したクロアチア・スロベニア・ボスニア・ヘルツェゴビナの3地域及びモンテネグロ王国と合同して、セルビア王国はユーゴスラビアの母体であるセルビア人・クロアチア人・スロベニア人王国（後のユーゴスラビア王国）を形成することで発展的に解消した。

### 国境の変遷

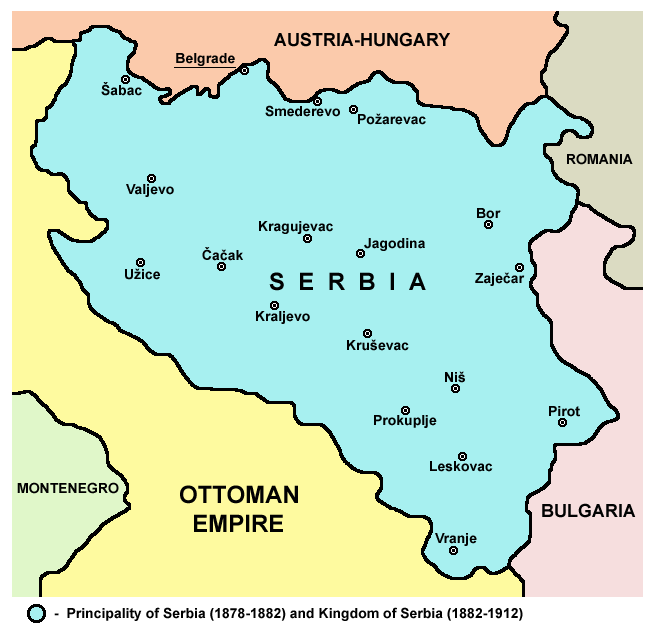
1878年
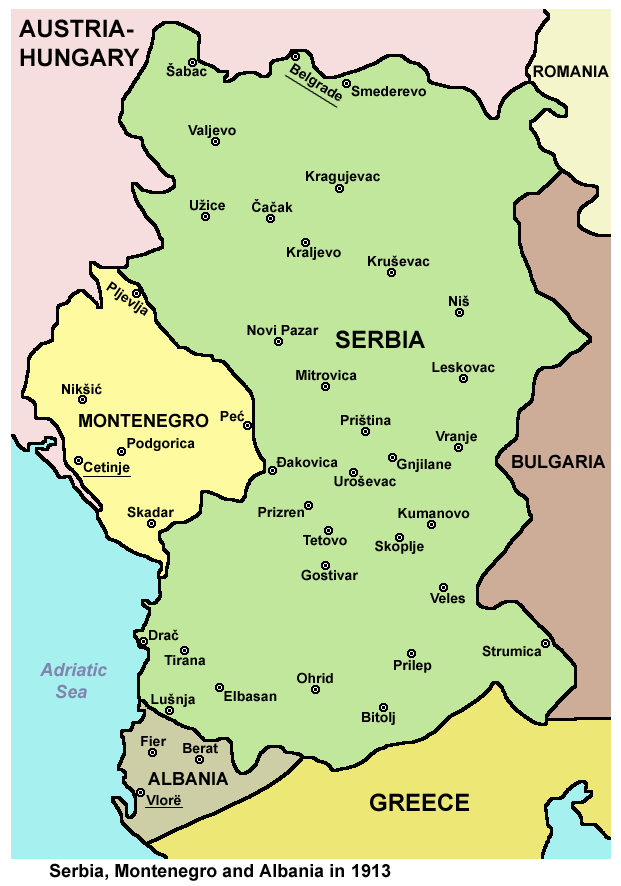
1913年1月（第一次バルカン戦争でのオスマン帝国敗退後）
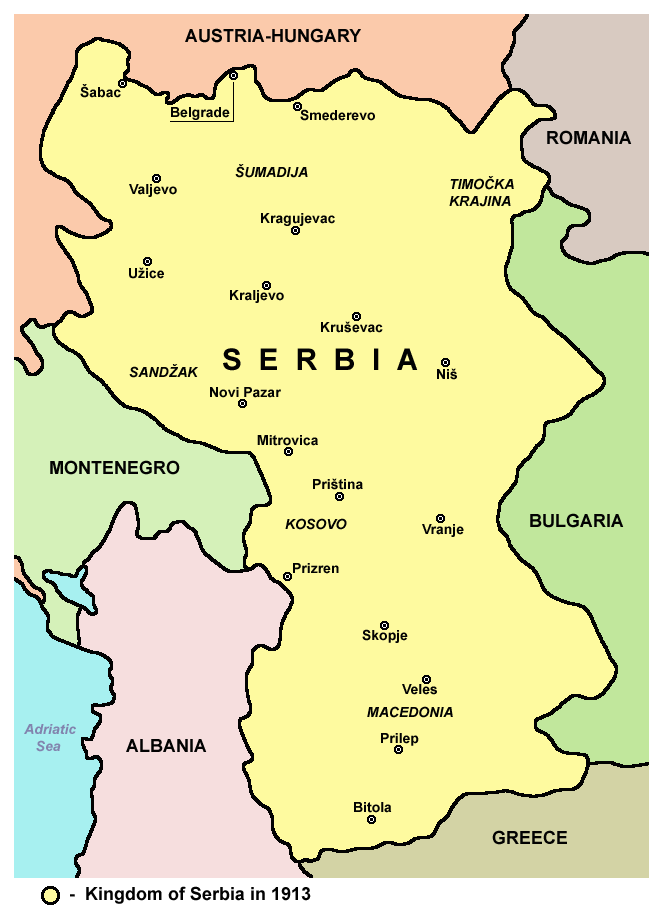
1913年、第一次バルカン戦争終結後。ロンドン条約によりアルバニアの独立が承認される
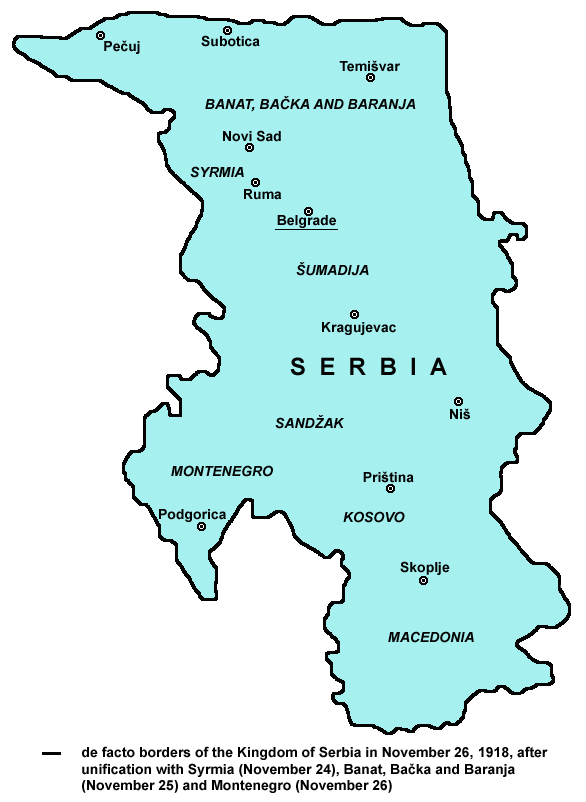
1918年11月時点の事実上の領土（スレムとモンテネグロを併合）

## 国内の様子

### 経済
セルビアにおいて最も主要な産業は農業や畜産といった第一次産業であり、特に輸出用の豚の飼育が盛んであった。オスマン帝国への反乱の指導者となったカラジョルジェ・ペトロヴィッチやミロシュ・オブレノヴィッチも元々は豚を扱う商人であった。これは、豚を扱う商人のもとに資本が蓄積し、豚商人が地域の名望家となったことを意味している。一方で公国・王国時代を通じて工業化は進まなかった。豚戦争の時代には新たな販路の開拓や食肉加工業の発達などがあったが、工業製品は他国からの輸入に切り替わるにとどまった。

## 歴代国王
- オブレノヴィッチ家は第二次セルビア蜂起の指導者、ミロシュ・オブレノヴィッチの一族である。
- カラジョルジェヴィッチ家は第一次セルビア蜂起の指導者、ジョルジェ・ペトロヴィッチの一族である。

### オブレノヴィッチ家（王国）
1. ミラン1世（1882年 - 1889年）
2. アレクサンダル1世（1889年 - 1903年）

### カラジョルジェヴィッチ家（王国）
1. ペータル1世（1903 - 1918年 セルビア王、1918年 - 1921年 セルブ・クロアート・スロヴェーン王）